# Entrópio

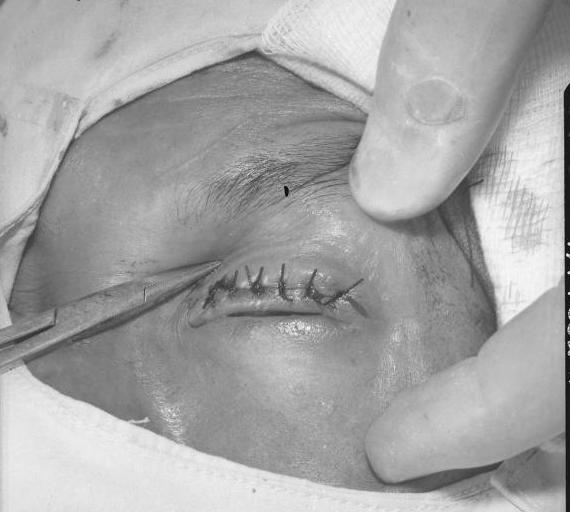
Tratamento de um entrópio secundário a tracoma durante a segunda guerra mundial

Entrópio é uma condição médica na qual a pálpebra (geralmente a pálpebra inferior) se dobra para dentro lesionando a córnea. É muito desconfortável, pois os cílios continuamente se esfregam contra a córnea causando irritação, dor, sensibilidade a luz e perda progressiva da visão. O entrópio é geralmente causado por fatores genéticos. Pode ser unilateral ou bilateral. Casos repetidos de infecção por tracoma podem causar cicatrização da pálpebra interna que predispõe ao entrópio.
Em humanos, essa condição é mais comum em pessoas com mais de 60 anos de idade. Pode ser congênito ou causado por cicatrização após um traumatismo no olho.

## Veterinária

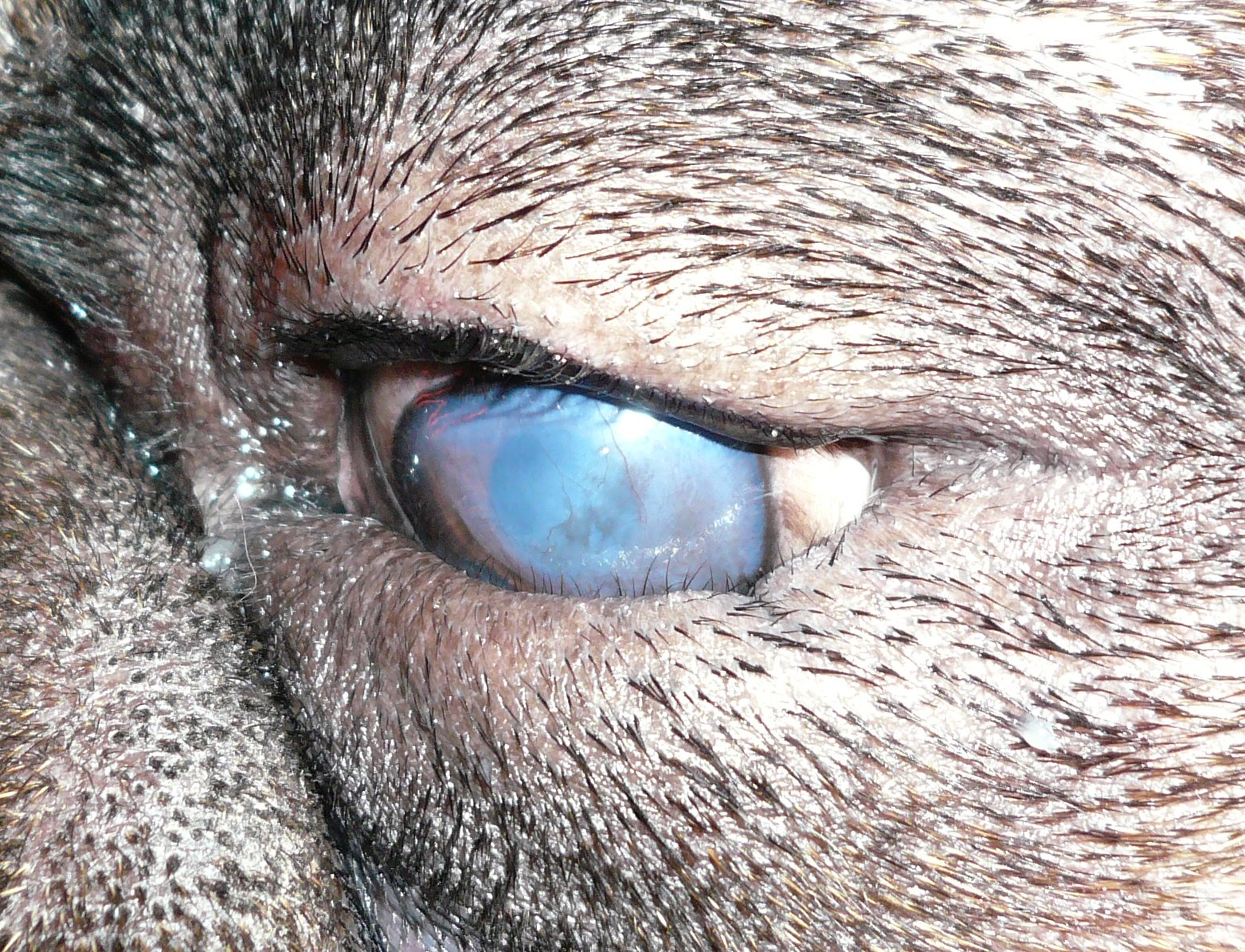
Entropion causando perda de visão em um cachorro Bull Mastiff

Está amplamente descrita como uma causa de cegueira em cães e gatos, diversas raças possuem predisposição genética a essa condição. Sem tratamento pode causar cegueira.